# British Home Championship 1956/57
De British Home Championship van 1956/57 was de 62e editie van de British Home Championship. Het toernooi werd gehouden van 6 oktober 1956 tot en met 10 april 1957. Engeland werd kampioen.

## Eindstand
| Team          | Gsp | W | G | V | DV | DT | DS | Ptn |
| ------------- | --- | - | - | - | -- | -- | -- | --- |
| Engeland      | 3   | 2 | 1 | 0 | 6  | 3  | +3 | 5   |
| Schotland     | 3   | 1 | 1 | 1 | 4  | 4  | 0  | 3   |
| Noord-Ierland | 3   | 0 | 2 | 1 | 1  | 2  | –1 | 2   |
| Wales         | 3   | 0 | 2 | 1 | 3  | 5  | –2 | 2   |

## Wedstrijden
|                                                     |                   |       |                     |                                                                                |
| 6 oktober 1956 «onderlinge duels» 15:00 uur (UTC+1) | Noord-Ierland     | 1 – 1 | Engeland            | Windsor Park, Belfast Toeschouwers: 58.420 Scheidsrechter: Hugh Phillips (SCO) |
| 6 oktober 1956 «onderlinge duels» 15:00 uur (UTC+1) | Jimmy McIlroy 10' |       | 2' Stanley Matthews | Windsor Park, Belfast Toeschouwers: 58.420 Scheidsrechter: Hugh Phillips (SCO) |

|                                                    |                                 |       |                                     |                                                                          |
| 20 oktober 1956 «onderlinge duels» 15:00 uur (UTC) | Wales                           | 2 – 2 | Schotland                           | Ninian Park, Cardiff Toeschouwers: 60.000 Scheidsrechter: Bob Mann (ENG) |
| 20 oktober 1956 «onderlinge duels» 15:00 uur (UTC) | Trevor Ford 6' Terry Medwin 31' |       | 28' Willie Fernie 35' Lawrie Reilly | Ninian Park, Cardiff Toeschouwers: 60.000 Scheidsrechter: Bob Mann (ENG) |

|                                                    |                |       |               |                                                                            |
| 7 november 1956 «onderlinge duels» 14:30 uur (UTC) | Schotland      | 1 – 0 | Noord-Ierland | Hampden Park, Glasgow Toeschouwers: 65.035 Scheidsrechter: Reg Leafe (ENG) |
| 7 november 1956 «onderlinge duels» 14:30 uur (UTC) | Alex Scott 25' |       |               | Hampden Park, Glasgow Toeschouwers: 65.035 Scheidsrechter: Reg Leafe (ENG) |

|                                                     |                                                    |       |                 |                                                                                  |
| 14 november 1956 «onderlinge duels» 14:30 uur (UTC) | Engeland                                           | 3 – 1 | Wales           | Wembley Stadium, Londen Toeschouwers: 93.796 Scheidsrechter: Hugh Phillips (SCO) |
| 14 november 1956 «onderlinge duels» 14:30 uur (UTC) | Johnny Brooks 52' Tom Finney 55' Johnny Haynes 75' |       | 8' John Charles | Wembley Stadium, Londen Toeschouwers: 93.796 Scheidsrechter: Hugh Phillips (SCO) |

|                                                 |                                    |       |               |                                                                                |
| 6 april 1957 «onderlinge duels» 15:00 uur (UTC) | Engeland                           | 2 – 1 | Schotland     | Wembley Stadium, Londen Toeschouwers: 97.520 Scheidsrechter: Piet Roomer (NED) |
| 6 april 1957 «onderlinge duels» 15:00 uur (UTC) | Derek Kevan 64' Duncan Edwards 84' |       | 1' Tommy Ring | Wembley Stadium, Londen Toeschouwers: 97.520 Scheidsrechter: Piet Roomer (NED) |

|                                                  |               |       |       |                                                                               |
| 10 april 1957 «onderlinge duels» 17:45 uur (UTC) | Noord-Ierland | 0 – 0 | Wales | Windsor Park, Belfast Toeschouwers: 30.000 Scheidsrechter: Doug Gerrard (SCO) |
| 10 april 1957 «onderlinge duels» 17:45 uur (UTC) |               |       |       | Windsor Park, Belfast Toeschouwers: 30.000 Scheidsrechter: Doug Gerrard (SCO) |